# Enric II d'Ístria
Enric II d'Ístria i I de Carniola fou marcgravi d'aquestos territoris, fill del duc Bertold IV de Merània.
A la mort del seu pare el 12 d'agost de 1204 el ducat de Merània (o ducat de Croàcia i Dalmàcia) que comprenia les terres heretades a la costa Adriàtica (elevades a ducat per l'emperador uns anys abans), el comtat d'Andechs, les terres ancestrals de Diessen, terres a Francònia (Plassenberg i Stein) i terres a Baviera (Kulmbach) i la jurisdicció feudal sobre les marques d'Ístria i Carniola, van ser pel fill gran Otó I (que a més per matrimoni fou comte palatí de Borgonya com Otó II); l'administració efectiva d'Ístria i Carniola fou concedida a Enric.
Enric i el seu germà, el príncep-bisbe Egbert de Bamberg van ser acusats d'haver participat en l'assassinat (1208) del rei alemany, Felip de Suàbia fill de Frederic Barba-roja, probablement en el marc d'una intriga ideada pels seus cosins els Wittelsbach, rivals dels Hohenstaufen. Enric va ser desterrat i fou privat de les marques per l'emperador Otó IV, el 1209 (si bé sembla que en va conservar el domini almenys en part), i també es van confiscar les seves terres bavareses que van passar als Wittelsbach.
El germà d'Enric, el duc Otó I de Merània va tractar de reconciliar-se amb l'autoritat imperial per recuperar les possessions de la família el que sembla que va aconseguir, i Enric va tornar a governar.
Enric es va casar amb Sofia de Weichselburg, però va morir sense fills el 18 de juliol de 1228. El seu germà Otó I va agafar llavors per a si mateix el títol de marcgravi d'Ístria i de Carniola.